# Картер, Луиз
Луи́з Ка́ртер (англ. Louise Carter; 17 марта 1875, Денисон, Айова, США — 10 ноября 1957, Голливуд, Лос-Анджелес, Калифорния, США) — американская актриса

 и драматург.

## Биография
Луиз Картер родилась 17 марта 1875 года в Денисоне (штат Айова, США).
В 1924—1940 годы Луиз сыграла в 48-ми фильмах. Картер прославилась, как характерная актриса 1930-х годов, часто играя в унылых мелодраматических фильмах. Она наиболее известна по ролям в фильмах «Я — беглый каторжник» (1932), «Сломанная колыбельная» (1932), «А то я не знаю!» (1934) и «Унесённые ветром» (1939). Также активно играла в театре и занималась драматургией.
82-летняя Луиз скончалась 10 ноября 1957 года в Голливуде (Лос-Анджелес, штат Калифорния, США).

## Избранная фильмография
| Год  |   | Русское название      | Оригинальное название             | Роль                              |
| ---- | - | --------------------- | --------------------------------- | --------------------------------- |
| 1932 | ф | Сломанная колыбельная | Broken Lullaby                    | Фрау Холдерлин                    |
| 1932 | ф | Неприятности в раю    | Trouble in Paradise               | Женщина с неправильной сумкой     |
| 1932 | ф | Я — беглый каторжник  | I Am a Fugitive from a Chain Gang | Миссис Аллен, мать Джеймса Аллена |
| 1934 | ф | А то я не знаю!       | You're Telling Me!                | Миссис Бесси Бисби                |
| 1937 | ф | Ангел                 | Angel                             | цветочница                        |
| 1939 | ф | Унесённые ветром      | Gone with the Wind                | Жена руководителя оркестра        |